# PAPATTO
PAPATTO（PAPATTO）は、株式会社yours-store CEOのコヤナギユウ（1977年 - ）が興した日本のファッションブランド。Tシャツ、バック等服飾関係の商品展開を行っている。

## 概要
2007年3月、コヤナギユウの数あるブランドプロジェクトの１つとして発足。発足当時、コヤナギユウのブログに掲載された詞を原案に、ピンボール・ドライブが、ブランドPAPATTOのテーマソングを楽曲提供。PVのインターネット配信も行われ、ファッションブランドと楽曲コラボレーション企画として注目を集める。CD、PVは、PAPATTOのカタログにおり込まれ、都内を中心に期間限定無料配布された。2007年4月、FMながおかにて、同ブランド名をモチーフにしたラジオ番組「PAPATTO Radio!? 」がスタート。番組ロゴとしてもPAPATTOのブランドマークが使用されている。第1回放送前の番組宣伝動画では、カメラ撮影、インタビューアーにコヤナギユウも参加している。

## 現デザイナー
コヤナギユウ

## 略歴
- 2007年3月　ブランド発足
- 2007年4月　FMながおか「PAPATTO Radio!?」スタート
- 2007年4月　TOKYO DESIGN PREMIO ～Tokyo Designer’s Week in MILANO　に出展

## PAPATTO WORKS
PAPATTOのコンセプトに共感したクリエイターが集まり、プロジェクトをサポートしている。
- トータルプロデュース：コヤナギユウ
- テーマソング・モデル：ピンボール・ドライブ
- 写真：新保マサル
- ヘアメイク：西村ミキ
- 振付：松本香織
- PCサイト：寺尾周
- ケータイフラッシュ：仲川貴博
- サポート：au,B/網谷徹/まつざきみわこ/小林りえ/トーマスピーターズ/MSレコード

## 音楽としてのPAPATTO

### 「PAPATTO」
- 作詞・作曲：近藤陽一郎
- 作詞原案：コヤナギユウ
- 演奏：ピンボール・ドライブ
- オルガン：鎌田雅人

### 「PAPATTO」PV
- 監督：岡本貴也
- カメラ・編集：宇野心平
- 出演・振付：松本香織

## ラジオ
- PAPATTO Radio!?